# Jaguplije
Jaguplije – wieś w Chorwacji, w żupanii pożedzko-slawońskiej, w gminie Brestovac. W 2011 roku liczyła 137 mieszkańców.